# Joseph Kearns
Joseph Sherrard Kearns (* 12. Februar 1907 in Salt Lake City, Utah; † 17. Februar 1962 in Los Angeles, Kalifornien) war ein US-amerikanischer Schauspieler mit einer 46 Jahre umfassenden Karriere.

## Leben
Kearns wurde als einziges Kind von Joseph Albert Kearns, einem Wollkaufmann, und Cordelia Marie Peterson, einer Konzertpianistin, in Salt Lake City geboren; seine Liebe zur Musik erbte er von seiner Mutter. Er und seine Familie waren gläubige Mormonen, deren Vorfahren mormonische Pioniere waren. Seine ersten schauspielerischen Erfahrungen sammelte er 1916, als er sich der Rising Generation anschloss, einer Varietétruppe von elf Kindern, die 14 Monate lang auf Tournee war.
Er studierte an der Universität von Utah und gab Theater-Schminkkurse, um seine Studiengebühren zu finanzieren. Nach seinem Abschluss versuchte er sich kurzzeitig als Wollkaufmann und arbeitete ein Jahr lang unter seinen Vater als Vertreter von Howell, Jones und Donnell aus Boston und bereiste den Westen. Seine Karriere als Wollkäufer fand ein jähes Ende, als Kearns fünf Eisenbahnwagen voll schwarzer Karakul-Wolle für 8000 US-Dollar kaufte und niemand wusste, wie man die Wolle verarbeiten oder färben solle. Kearns war 29 Jahre alt als sein Vater starb und er mit seiner Mutter nach Kalifornien zog, wo er sich seiner Schauspielkarriere widmete.
Kearns, der von seiner Mutter musikalisch ausgebildet worden war, hatte in den 1930er Jahren in einem Theater in Los Angeles die Orgel gespielt. Er kaufte eine Hammondorgel und installierte sie in einem Studio-Apartment, das er in den 1940er Jahren entwarf und baute. Später kaufte er eine größere Wurlitzer-Orgel mit 18 Rängen, die 1929 für Warner Brothers entworfen worden war. Dann entwarf und baute er ein schalldichtes 2,5-stöckiges Haus um die Orgel herum, in dem er gerne für Gäste spielte. Als Republikaner unterstützte er Dwight Eisenhower bei der Präsidentschaftswahl in den Vereinigten Staaten 1952.
Während der dritten Staffel der Sitcom Dennis, Geschichten eines Lausbuben erlitt Kearns am 11. Februar 1962 eine Hirnblutung und wurde ins Krankenhaus eingeliefert, wo er ins Koma fiel. Er erlangte das Bewusstsein nicht wieder und starb sechs Tage später: fünf Tage nach seinem 55. Geburtstag. Er wurde im Forest Lawn Memorial Park in Hollywood Hills beigesetzt. Es wird vermutet, dass eine Diät, bei der Kearns innerhalb von sechs Wochen 40 Pfund abgenommen hatte, zum Tod beigetragen hat.

## Karriere
Kearns begann seine Karriere 1930 beim Radio. Von 1930 bis 1936 arbeitete er bei dem Radiosender KSL in seiner Heimatstadt Salt Lake City. Neben der Moderation sprach er in den 1930ern unter anderem Crazyquilt Dragon in The Cinnamon Bear und wurde in den 1940er Jahren mit Sprechrollen in Sendungen wie The Adventures of Sam Spade, Burns and Allen und The Whistler bekannt. Auch bei Suspense-Formaten war er eine feste Größe: In den ersten Jahren war er regelmäßig Moderator und Ansager von The Man in Black zu hören, während er bereits in Hollywood Neben- und gelegentlich Hauptrollen in Hunderten von Sendungen sprach. Zu nennen ist hier die Radioserie The New Adventures of Sherlock Holmes, in der er verschiedene Charaktere darstellte, darunter Professor Moriarty und Dr. Watson an der Seite von Basil Rathbone.
Sein Filmdebüt gab Kearns 1951 in Hard, Fast and Beautiful. Im selben Jahr sprach er den „Türknauf“ im Zeichentrickfilm Alice im Wunderland von Walt Disney. Zuletzt spielte Kearns 1959 die Rolle eines Kriminalfotografen in Anatomie eines Mordes.
Im Fernsehen trat Kearns zunächst in der vor Publikum aufgezeichneten Radiosendung The Jack Benny Program auf und spielte zwischen 1953 und 1955 an der Seite von Eve Arden und Richard Crenna in Our Miss Brooks die Rolle des Assistant Superintendent Michaels und später – in acht Folgen – die des Superintendent Stone; diese Rolle hatte er bereits zuvor im Radio gesprochen. Kearns war insgesamt elf Mal in der George Burns and Gracie Allen Show und 16 Mal in The Adventures of Ozzie and Harriet zu Gast; außerdem war er unter anderem in I Love Lucy, My Little Margie, I Married Joan, Willy, December Bride, It’s a Great Life, Angel, Rauchende Colts, General Electric Theater und weiteren Formaten zu sehen. 1959 trat er als Kriminologe Edward Langley in der Perry-Mason-Folge The Case of the Perjured Parrot (deutsch: Der Fall des Meineidigen Papageis) auf.
Seine letzte Rolle war die des George Wilson, des griesgrämigen, mürrischen Nachbarn in der CBS-Fernsehserie Dennis, Geschichten eines Lausbuben, die auf dem Comic Dennis von Hank Ketcham basiert. Nach seinem unerwarteten Tod wurde Kearns durch Gale Gordon ersetzt, der als George Wilsons Bruder John eingeführt wurde. Kearns und Gordon hatten bereits vorher in der Radiosendung The Cinnamon Bear und in dem Film Our Miss Brooks von 1956 zusammengearbeitet. Die letzte Folge, in der Kearns zu sehen war, trug den Titel The Man Next Door (Folge 100) und wurde am 6. Mai 1962, drei Monate nach seinem Tod, ausgestrahlt.
Im deutschen Sprachraum wurde Joseph Kearns unter anderem von Erich Fiedler, Peter Fricke, Franz Otto Krüger, Eduard Marks und Hans Nitschke synchronisiert.

## Filmografie (Auswahl)

### Film
- 1947: Der Windhund und die Lady (The Hucksters)
- 1950: Let’s Join Joanie (Fernseh-Pilotfilm)
- 1950: Albert in Blunderland (Kurzfilm)
- 1951: Hard, Fast and Beautiful
- 1951: Alice im Wunderland (Alice in Wonderland)
- 1951: Fresh Laid Plans (Kurzfilm)
- 1954: It’s Everybody’s Business (Kurzfilm)
- 1954: Country Doctor (Fernsehfilm)
- 1954: Blondie (Fernseh-Kurzfilm)
- 1955: Daddy Langbein (Daddy Long Legs)
- 1956: Our Miss Brooks
- 1956: Storm Center
- 1957: The Girl Most Likely
- 1958: Geschenk der Liebe (The Gift of Love)
- 1959: Anatomie eines Mordes (Anatomy of a Murder)
- 1959: Jazz-Ekstase (The Gene Krupa Story)

### Fernsehen
- 1946: The Mel Blanc Show
- 1952: Goodyear Television Playhouse
- 1951–1954: The George Burns and Gracie Allen Show
- 1953–1955: I Married Joan
- 1955: Professional Father
- 1955: My Little Margie
- 1953–1955: Our Miss Brooks
- 1954–1955: Willy
- 1955–1956: It’s a Great Life
- 1955–1956: Lux Video Theatre
- 1956: Screen Directors Playhouse
- 1957: Conflict
- 1957: Make Room for Daddy
- 1956–1957: December Bride
- 1952–1957: I Love Lucy
- 1957: Schlitz Playhouse of Stars
- 1955–1957: Studio 57
- 1957: Erwachsen müßte man sein (Leave It to Beaver)
- 1957: Mr. Adams and Eve
- 1957: The Real McCoys
- 1954–1957: General Electric Theater
- 1957: Bachelor Father
- 1957: The Court of Last Resort
- 1958: Perry Mason
- 1953–1959: The Adventures of Ozzie and Harriet
- 1959: The Ann Sothern Show
- 1959: Peter Gunn
- 1958–1959: Rauchende Colts (Gunsmoke)
- 1957–1959: How to Marry a Millionaire
- 1960: Mutter ist die Allerbeste (The Donna Reed Show)
- 1960: Mein unmöglicher Engel (Angel)
- 1953–1961: Jack-Benny-Show (The Jack Benny Program)
- 1959–1962: Dennis, Geschichten eines Lausbuben (Dennis the Menace)

## Radio (Auswahl)
- 1942–1948: Suspense: The Men in Black (CBS Radio)
- 1946–1948: Let George Do It
- 1949: Charles Dickens’ „A Christmas Carol“
- 1950–1951: Honest Harold, the Homemaker" (CBS Radio)